# Куитман (окръг, Джорджия)
Окръг Куитман (на английски: Quitman County) е окръг в щата Джорджия, Съединени американски щати. Площта му е 417 km², а населението – 2598 души (2000). Административен център е град Джорджтаун.